# Guy Spier
Guy Spier (nascido em 4 de fevereiro de 1966) é um investidor de Zurique. Ele é o autor de A educação de um investidor em valor. Spier é o gestor do Fundo Aquamarine com US$ 350 milhões em ativos. Ele é conhecido por doar a Mohnish Pabrai US$ 650.100 para um almoço beneficente com Warren Buffett em 2008.. Em 2009, ele foi destaque no The Checklist Manifesto, de Atul Gawande, a respeito do uso de checklists como parte de seu processo de investimento . Ele é irmão de Tanya de Jager e neto de Selmar Spier, jurista, historiador, correspondente estrangeiro e agricultor teuto-israelense.

## Biografia e educação
Spier nasceu em 1966 em Pietermaritzburg, África do Sul. Quando ele tinha três meses, sua família mudou-se para Tel Aviv, Israel, onde frequentou o jardim de infância. Em 1970 a sua família mudou-se para o Irão, onde frequentou a Escola da Embaixada Britânica em Teerão. Em 1977, sua família mudou-se novamente para Richmond, no Reino Unido, e ele frequentou a Freemen's School da cidade de Londres, Ashtead, Surrey, como interno semanal. Em 1984 matriculou-se para estudar Direito no Brasenose College, Oxford, onde foi orientado por Hugh Collins, Peter Birks e Mary Stokes, entre outros. Dois anos depois, em 1986, passou a estudar PPE (política, filosofia e economia). Entre seus tutores estava Peter Sinclair de economia - onde ocasionalmente compartilhava aulas com David Cameron, que se tornaria primeiro-ministro. Ele também estudou política com Vernon Bogdanor. Embora fosse bastante medíocre na política, provou ser um economista competente e obteve um diploma de primeira classe, tendo também sido galardoado com o Prémio Georg Webb Medley pelo seu desempenho em economia.
Durante os verões da faculdade, Spier também teve aulas na Universidade Ruprecht Karl de Heidelberg e na Harvard Summer School. Também estagiou no Creditanstalt em Londres.
Em 1990, Spier recebeu vagas no programa conjunto de doutorado em administração e economia e no programa de MBA de Harvard. Optou por fazer MBA e em 1993 concluiu o MBA. Os contemporâneos da HBS incluem Mark Pincus, Chris Hohn e Sherry Coutu.

## Carreira
De 1988 a 1990, Spier foi sócio da Braxton Associates, empresa de consultoria estratégica que mais tarde foi vendida para a Deloitte Consulting. Baseado em escritórios em Londres e Paris, Spier trabalhou com os colegas David Pitt-Watson, Michael Liebreich e outros para aconselhar empresas britânicas e europeias sobre a sua estratégia para o Mercado Comum Europeu. Em seguida, completou um estágio na Unidade Prospectiva da Comissão Europeia em Bruxelas.
Em seu livro, Spier escreve que embora tenha entrevistado empresas de calçados brancos como Goldman Sachs e JP Morgan durante seu último ano na Harvard Business School, ele se recusou a trabalhar para essas empresas para a menos conhecida DH Blair. Lá, como vice-presidente, buscou financiamento para startups de novas tecnologias. Spier mais tarde descreveu essa experiência como "nada diferente" do filme O Lobo de Wall Street. Foi uma decisão de carreira da qual ele rapidamente se arrependeu.
Depois de deixar o banco de investimento, Spier criou o Fundo Aquamarine, uma parceria de investimento inspirada na abordagem inovadora de Warren Buffett na década de 1950. Até o momento, Spier continua sendo o gestor do fundo, que tinha US$ 300 milhões em ativos sob gestão em junho de 2021 .
Spier mantém seu compromisso firme com os princípios do investimento em valor e da alocação prudente de capital, seguindo a trilha estabelecida por Warren Buffett. No entanto, ele reconhece a mudança na popularidade dessa abordagem, o que resultou em uma diminuição geral das oportunidades para os investidores. Embora os fundamentos das ideias bem-sucedidas permaneçam válidos, o investidor em valor de hoje busca expandir seu horizonte e, por vezes, explorar caminhos menos convencionais. Recentemente, Spier tem evitado qualquer forma de ativismo de forma consciente, declarando: "Meu objetivo como investidor é gerar lucro para meus acionistas, em vez de criar conflitos desnecessários ou adotar uma postura de cruzado moral vingativo".
Spier frequentemente defendia a integridade e a modéstia na gestão das instituições financeiras. Em 2008, ele foi coautor de um artigo com Peter Sinclair e Tom Skinner intitulado "Bônus, agências de classificação de crédito e a crise de crédito", no qual argumentou que o curto prazo levou à avaliação incorreta dos prêmios de classificação de crédito, foi uma das causas da crise financeira de 2008, afectando assim diversas empresas financeiras. Ele também advogou veementemente por taxas de administração zero no contexto da gestão profissional de investimentos. Spier promoveu a Suíça como um centro de excelência em investimentos, destacando que, embora os setores suíços de biotecnologia, saúde e tecnologia estejam excepcionalmente desenvolvidos, o campo do banco privado suíço ainda tem avanços a realizar. Ele ressaltou a necessidade de avanços significativos nesse setor específico..
Em 2003, junto com David Einhorn, Bill Ackman e Whitney Tilson, Spier tornou-se alvo de investigações de Eliot Spitzer  então procurador-geral de Nova York, bem como da Comissão de Valores Mobiliários dos Estados Unidos em relação às vendas a descoberto de Farmer. Mac, MBIA e Capital Aliada. O colapso destas empresas durante a crise financeira do final dos anos 2000 justificou a sua curta tese  e tornou-se objecto de livros de Ackman  e Einhorn .
Em 2014, a Palgrave MacMillan publicou "The Education of a Value Investor", um livro que relata os desafios iniciais da carreira de Spier em Wall Street e sua transformação em um investidor de valor. O livro teve um sucesso notável, com mais de 175.000 cópias vendidas em inglês, e foi traduzido para espanhol, alemão, japonês, coreano, chinês, polonês, hebraico e vietnamita.
Em 2016, Spier, juntamente com Phil Town e Matthew P. Peterson, obteve sucesso ao solicitar ao juiz Sontchi do Tribunal de Falências de Delaware a formação de um comitê formal de acionistas da Horsehead Corporation. A empresa havia entrado com pedido de falência no início daquele ano..
Em 2019, em uma entrevista no YouTube com Tilman Versch da ValueDACH, Spier comparou a arte de escolher ações a " bêbados em bares » também referindo-se a Dan Bilzerian.
Em 2020, Spier organizou um painel sobre “ O futuro do investimento inteligente » com Niall Ferguson, Sandy Climan e Daniel Aegerter. Spier organiza uma conferência de investimentos em Klosters chamada "VALUEx" todos os anos. Os participantes incluíram Joe Chapman e Richard Reese, o ex-CEO da Iron Mountain .
Spier ocasionalmente atua como comentarista financeiro na mídia. Em 2022, o último almoço beneficente da Fundação Glide com Warren Buffett foi vendido por US$ 19 milhões, trinta vezes mais do que Spier e Pabrai pagaram anteriormente.

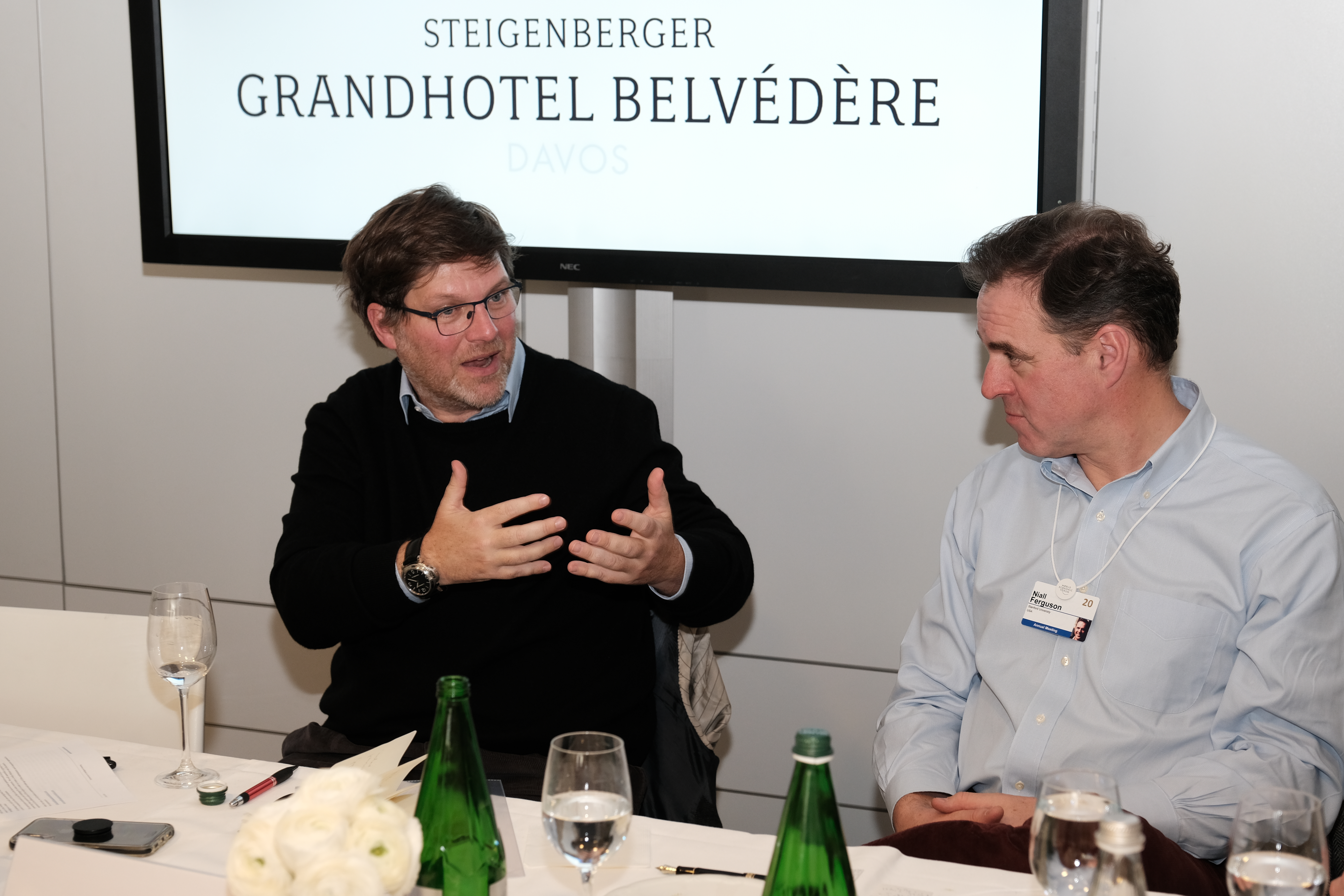
Guy Spier fala com Niall Ferguson no Fórum Econômico Mundial

### Contribuições para organizações sem fins lucrativos
Em 1997, Spier expressou sua opinião no The Independent, criticando a crescente intrusão dos paparazzi na vida pública britânica, escrevendo:"... se tal regime tivesse existido antes do fim de semana passado, todos os tablóides que publicaram fotografias da Princesa Diana e Dodi durante a sua férias de verão teriam sido necessárias para doar os lucros resultantes a eles. Não acho que seria necessário um espírito jurídico muito apurado para distinguir entre eventos públicos, como discursos e visitas a hospitais, e eventos privados, como uma viagem de esqui com filhos ou um passeio de carro com um amigo." Em 2002, escrevendo no Financial Times, Spier questionou os motivos dos administradores da Hershey Trust Company para venderem sua participação, perguntando: "Por que alguém em seu direito iria querer trocar um valor significativo participação da Hershey, com suas excelentes características, por uma parcela insignificante de um mix de empresas americanas, provavelmente selecionadas por um consultor que é melhor em ser selecionado do que em gerar desempenho de investimento? ".
Em 2022, Spier desafiou as políticas económicas de Liz Truss e Kwasi Kwarteng. Em um artigo de opinião para o Financial Times, ele escreveu:
“Investidores como eu procuram jurisdições e regiões onde exista um governo que tome decisões inteligentes e aloque recursos de forma racional.
O Reino Unido já foi um desses países. Mas ele está se desviando cada vez mais desse caminho. Apesar de uma mão-de-obra bem qualificada, de um amplo capital e das infra-estruturas básicas de um país desenvolvido, está a cair na hierarquia. ".
Spier fala regularmente para estudantes e outros públicos, incluindo MIT, Ivey School of Business, Harvard Business School e Google .
De 2000 a 2005, Spier desempenhou o papel de presidente da Oxford Alumni Association of New York, contando com o apoio próximo de Amanda Pullinger. Sob a liderança deles, a associação expandiu-se para mais de 5.000 membros e foi pioneira em adotar uma abordagem de estilo americano para as relações entre ex-alunos de uma universidade britânica. , De 2007 a 2009, Spier atuou no conselho consultivo da Fundação Dakshana.
Spier sempre elogiou a Índia como um destino atraente para investimentos. Em entrevista ao Economic Times da Índia, ele disse : “ Acredito que a Índia será um lugar emocionante nos próximos 50 anos. ". Em 2011 Spier fundou a conferência VALUEx em Klosters. Em 2017, Spier juntou-se, novo conselho de administração  Swiss Friends da Universidade de Oxford  Ele também atua no conselho de administração da UN Watch e nos conselhos consultivos da Horasis e da World Minds. Ele também é membro do Conselho Internacional da Global Leadership Foundation, fundada pelo ganhador do Prêmio Nobel da Paz FW de Klerk.

## Vida privada
Spier mora em Zurique com sua esposa Lory e três filhos – Eva, Isaac e Sarah. Ele é parente das famílias bancárias Lazard, Speyer e Rothschild através de sua tataravó, Johanna . Ele é um ex-morador de Tuxedo Park, Nova Iorque, vila construída por Pierre Lorillard no final de 1800, onde morou no Bruce Price Cottage. Ele é membro da Organização de Empreendedores, da Organização de Jovens Presidentes e da Sinagoga de Westminster.